# Chiesa di San Michele (Montalcino)
La chiesa di San Michele è un edificio sacro che si trova in località Castiglione del Bosco a Montalcino, in provincia di Siena, arcidiocesi di Siena-Colle di Val d'Elsa-Montalcino.

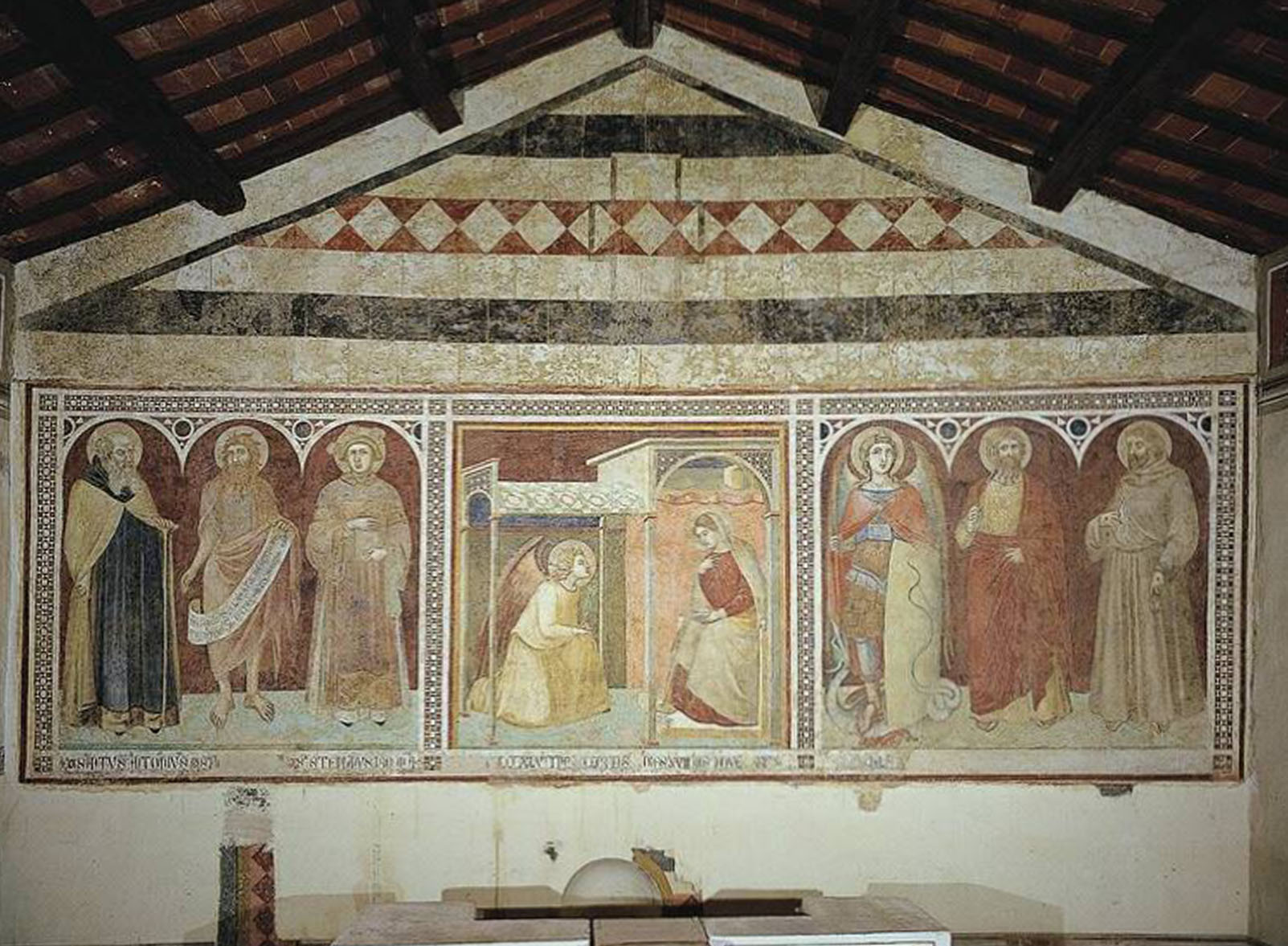
Annunciazione di Pietro Lorenzetti

## Storia e descrizione
Molto rimaneggiata, si presenta attualmente a pianta rettangolare, ad unica navata con copertura a capriate e con campanile a doppia vela del XVIII secolo. Sulla parete di fondo è visibile un affresco suddiviso in tre scene di Pietro Lorenzetti, sua ultima opera sicura. Gli affreschi, di grande respiro, scoperti verso il 1876, furono eseguiti nel 1345, come riporta l'iscrizione sotto il riquadro centrale dell'Annunciazione. A destra sono raffigurati i Santi Michele Arcangelo, Bartolomeo e Francesco d'Assisi e a sinistra i Santi Antonio abate, Giovanni Battista e Stefano.